# Martín Arenas
Martín Arenas fue un militar argentino que luchó en la Guerra del Brasil, la Guerra Grande, la Guerra entre la Confederación Argentina y el Estado de Buenos Aires y la Guerra de la Triple Alianza.

## Biografía
Andrés Martín Arenas nació en la ciudad de Buenos Aires el 10 de noviembre de 1808, hijo del coronel español Agustín Arenas y de la porteña Ramona Pestaña.
El 3 de julio de 1822 ingresó como cadete al batallón de Fusileros. Estudió en la Academia de Matemáticas y en 1825 fue promovido al grado de subteniente.
Iniciada la guerra del Brasil, Arenas sirvió en la escuadra republicana comandada por Guillermo Brown, resultando herido en el combate de Los Pozos en junio de 1826.
Una vez repuesto pasó a revistar en la artillería del ejército en operaciones, bajo el mando del coronel Iriarte. Luchó en la batalla de Ituzaingó y en otras acciones de esa campaña.
Finalizado el conflicto fue destinado a servir a las órdenes del coronel Ángel Pacheco en la frontera de la provincia de Buenos Aires con el indio, siendo ascendido a capitán en 1829.
Considerado opositor al gobierno de Juan Manuel de Rosas, entre 1830 y 1835 revistó en la plana mayor inactiva hasta ser borrado del escalafón. En 1839 participó de la Revolución de los Libres del Sud y luchó en la batalla de Chascomús. Tras la derrota huyó por el Tuyú uniéndose a las fuerzas de Juan Lavalle en el sur de la provincia de Corrientes.
Al mando de una batería y con el grado de sargento mayor luchó en la batalla de Don Cristóbal (1840), en Sauce Grande y en la toma de la ciudad de Santa Fe. En 1843 intervino en la defensa de Montevideo al mando de cinco baterías de artillería.
En 1847 regresó a Buenos Aires retirado de la acción política y militar. Tras el pronunciamiento de Urquiza aceptó luchar en el ejército de Rosas, participando al mando de un regimiento de artillería de la batalla de Caseros, tras la que fue tomado prisionero.
Iniciado el sitio de Buenos Aires por las fuerzas al mando de Hilario Lagos, el 2 de febrero de 1853, vísperas del anunciado ataque de Lagos, Arenas formó en la Plaza de la Victoria al mando de la artillería de la reserva, una batería de 6 piezas y dos de cohetes a la Congreve, mientras que la artillería de la primera línea de defensa, en la Plaza Lorea, estaba al mando del coronel Sosa. Para el 9 de julio de 1853 Arenas estaba ya al mando de la brigada de artillería de la ciudad sitiada. Levantado el sitio, fue ascendido a coronel graduado por el gobierno del Estado de Buenos Aires.
En 1855 y 1858 fue elegido diputado a la Legislatura Provincial. Ese último año formó una compañía de zapadores. Reiniciada la Guerra entre la Confederación Argentina y el Estado de Buenos Aires en 1859, fue nombrado comandante de la isla Martín García, procediendo a artillarla. Secundado por el sargento mayor José Jauregui instaló cuatro baterías de moderna artillería, nombradas Arena, Lavalle, Constitución y Buenos Aires con un total de 17 bocas de fuego.
El 14 de octubre de 1859 la escuadra de la Confederación al mando de Mariano Cordero enfrentó el paso de Martín García para reunirse con las fuerzas de Urquiza en el Paraná. En el combate de Martín García (1859), la escuadra nacional consiguió forzar el paso tras combatir con las baterías de Arenas y una línea de buques rebeldes.
Los vapores Salto, insignia, al mando directo de Santiago Baudrix (2 de a 32 y 2 de a 12) y  Hércules (Bartolomé Cordero, 5 cañones de avancarga de a 32), con la barca Concepción (Augusto Liliedal) a remolque del primero, fueron los encargados de hacer frente al flanco castigado por las baterías.
Ya próximos a salir de la línea de fuego, una bala cortó el remolque de la Concepción. El Hércules consiguió tomarlo pero otra bala cortó la cadena del timón, dejándolo sin gobierno, y los disparos hirieron a Bartolomé Cordero, pese a lo cual consiguió mantener el rumbo con la barca hasta salir del alcance de las baterías. El Salto también sufrió bajas, entre ellas el capitán Enrique Victorica, ayudante de órdenes de Mariano Cordero, quien resultó herido.
Durante la Guerra del Paraguay, Arenas fue puesto al mando de una brigada de artillería ligera, interviniendo entre otras en las batallas de Estero Bellaco y Tuyutí.
De regreso en Buenos Aires se involucró en la política local y en las elecciones de 1869 fue comisario extraordinario de las parroquias de la Piedad y Balvanera. El 7 de marzo de 1869 pasó a la Plana Mayor Activa. Falleció durante la epidemia de fiebre amarilla en Buenos Aires el 28 de marzo de 1871.
Estaba casado con Juliana Moll.